# Sześć Sigma

Powszechnie używany symbol „Sześć Sigma”

Sześć Sigma (ang. Six Sigma) – metoda zarządzania jakością opracowana w połowie lat 80. przez Billa Smitha w spółce Motorola. Za to osiągnięcie w 1988 przedsiębiorstwo otrzymało Amerykańską Nagrodę Jakości im. M. Baldrige’a.
W statystyce sigma oznacza odchylenie standardowe zmiennej. Sześć sigm oznacza odległość sześciu odchyleń standardowych od wartości centralnej rozkładu w lewo i prawo. Analitycznie ujmując, obszar sześciu sigm w lewo i prawo od wartości oczekiwanej w rozkładzie normalnym wyznacza prawdopodobieństwo 3,4 wystąpień poza tym przedziałem na milion możliwości.
W metodzie Sześć Sigma przyjmuje się, że defekty w procesach występują z pewnym prawdopodobieństwem, które można opisać rozkładami statystycznymi. Celem biznesowym na poziomie sześć sigma jest zatem zmniejszenie prawdopodobieństwa wystąpienia defektów do 3,4 (trzech i czterech dziesiątych) defektu na milion okazji. W ten sposób podejście Sześć Sigma może prowadzić do zwiększenia powtarzalności procesów (stabilności).

## Uzasadnienie sześciu odchyleń od średniej

Wykres rozkładu normalnego, na którego podstawach jest oparty model Sześć Sigma. Grecka litera σ pokazuje odległość na osi x pomiędzy średnią arytmetyczną µ, a punktem przegięcia. Im większa odległość tym większy jest rozrzut wyników. Dla czerwonej krzywej na wykresie wartość średnia wynosi 0 (µ = 0) i σ = 1. Inne kolory pokazują inne wartości µ i σ.

Wartość akurat sześciu sigm, a nie 3 lub 4 została wyznaczona empirycznie. Stwierdzono, że ponieważ procesy składają się z setek kroków i w każdym kroku możliwe jest wygenerowanie defektu, to prawdopodobieństwo, że cały proces wytworzy dobry produkt za pierwszym razem jest zależne od iloczynu prawdopodobieństw prawidłowego wykonania poszczególnych kroków. Przykładowo, przy dwóch krokach i szansie popełnienia błędu 0,1 na każdym kroku, prawdopodobieństwo wypuszczenia dobrego produktu wynosi {\displaystyle 0{,}9\cdot 0{,}9=0{,}81.} Przy trzech krokach {\displaystyle 0{,}9\cdot 0{,}9\cdot 0{,}9=0{,}729.} Łatwo sobie wyobrazić, że jeżeli mamy 100 lub więcej kroków w procesie, to prawdopodobieństwo wypuszczenia dobrego produktu dramatycznie spada – {\displaystyle 0{,}9^{100}.} Zatem aby poprawić szanse, należy zwiększyć prawdopodobieństwo na każdym kroku. Empirycznie ustalono, że nawet dla bardzo złożonych procesów przy przyjęciu poziomu sześciu sigma na każdym kroku uzyskuje się dużą szansę wypuszczenia produktów dobrych za pierwszym razem.
Te wartości promował Mikey Harry około roku 1980, wyprowadził je z obserwacji i praktyki, a nie z teoretycznych danych. Używa się ich jako modelu zmian, gdyż defekty produkcyjne często nie podlegają rozkładowi normalnemu. Wtedy do obliczeń liczby potencjalnych wad nie używa się odchylenia standardowego, a parametrów zmienności właściwych innym typom rozkładów statystycznych.
Donald J. Wheeler uważa, iż przesunięcie 1,5 jest niewłaściwe, argumentuje, iż takie praktyki transformują proces 4,5 sigma (3,4 DPMO) w 6 sigma. Jednak takie argumenty są właściwe jedynie dla danych krótkookresowych, gdyż tylko wtedy 1,5 jest odejmowany od wyniku. Gdy wynik 3,4 DPMO wskazuje na proces o wartości 3 sigma, a nie 6 sigma. W przypadku danych długookresowych przesunięcie procesu zostało wliczone i nic więcej się nie odejmuje.

## DMAIC
W podejściu sześć sigma zakłada się, że zmiany w procesach realizowane są za pomocą projektów optymalizacyjnych. Projekty te mają z góry ustalony cykl życia:
1. Define
2. Measure
3. Analyze
4. Improve
5. Control

Stąd nazwa takiego projektu – DMAIC.

## Krytyka

### Brak oryginalności
Joseph Juran opisał Sześć Sigma jako „podstawową wersję poprawy jakości”. „Nie ma tutaj nic nowego”, zaadaptowano „ekstrawaganckie pojęcia jak pasy z różnymi kolorami”.

### Wątpliwe zyski
Fortune umieścił artykuł, według którego z 58 wielkich spółek, które wprowadziły sześć sigma, 91% opuściło ranking S&P 500.

### Spadek zadowolenia pracowników
Robert Nardelli, dyrektor generalny Home Depot powiedział, że „wzrosła opłacalność, ale spadło morale pracowników”.

### Tłumienie innowacyjności
Steven Boyd, były pracownik spółki 3M uważał, że Sześć Sigma tłumi innowacyjność, a jej jedynym celem jest tylko „stworzenie produktu, który będzie przynosił zyski”.

## Inne informacje
W 2000 roku Fort Wayne w Indianie został pierwszym miastem używającym Sześć Sigma do zarządzania miastem.